# Wolmaki's
Wolmaki's (Avahi) zijn een geslacht uit de familie van de indriachtigen (Indriidae). De wetenschappelijke naam van het geslacht werd in 1834 gepubliceerd door Claude Jourdan. De wetenschappelijke naam avahi is afgeleid van de roep van de wolmaki's, die ongeveer klinkt als "wo-he", "va-hii" of "vou-hii".

## Beschrijving
Wolmaki's zijn de kleinste en enige nachtactieve indriachtigen. Bovendien zijn ze de enige nachtactieve lemuren die strikt vegetarisch zijn en in groepsverband foerageren. Andere nachtactieve soorten als de muismaki's en de wezelmaki's foerageren en jagen solitair. Een foeragerende groep wolmaki's bestaat meestal uit twee volwassen exemplaren en twee of meer juveniels. Ze eten voornamelijk bladeren, maar ook knoppen en in de droge periodes bloemen. Doordat ze 's nachts foerageren is er weinig competitie met andere lemuren.
In rust en tijdens het springen hebben wolmaki's een verticale positie, waardoor ze de eigenaardige manier van voortbewegen hebben die typisch is voor alle indriachtigen (vergelijk bijvoorbeeld de afbeelding in het artikel over de Sifaka's). Ze hebben lange achterpoten in vergelijking tot hun voorpoten. De poten hebben dikke voetkussens en zijn smal. De duim staat recht tegenover de overige vingers, hierdoor hebben ze een krachtige greep op de boomtakken.

## Taxonomie
Het geslacht kent negen bekende soorten:
- Avahi betsileo
- Avahi cleesei
- Avahi laniger – Oostelijke wolmaki
- Avahi meridionalis
- Avahi mooreorum
- Avahi occidentalis – Westelijke wolmaki
- Avahi peyrierasi
- Avahi ramanantsoavani
- Avahi unicolor

### Synoniemen
- Microrhynchus Jourdan, 1834
- Habrocebus Wagner, 1839
- Semnocebus Lesson, 1840
- Iropocus Gloger, 1841